# Pirmasenser Schloss
Das Pirmasenser Schloss – alternativ  Schloss Pirmasens genannt – ist ein abgegangenes Bauwerk in der Stadt Pirmasens, das als Jagdschloss errichtet wurde und ab 1757 Residenzschloss war.

## Lage
Das Schloss lag an der Stelle, an der sich in der Gegenwart die Schlosstreppen und der Schlossbrunnen befinden. Es war in Hanglage gebaut. Östlich verläuft die Schlossstraße, auf deren anderer Straßenseite die römisch-katholische Kirche St. Pirmin steht. Unmittelbar westlich liegt der Schlossplatz mit dem alten Rathaus.

## Geschichte
Graf Johann Reinhard III. von Hanau ließ von 1720 bis 1725 in Pirmasens ein Jagdschloss errichten; Baumeister war Leonhard Jennewein. Johann Reinhards Enkel Ludwig IX. von Hessen-Darmstadt, der sich bereits vor seiner Thronbesteigung oft im Gebäude aufgehalten hatte, ließ es ab 1741 ausbauen; als Baumeister war erneut Leonhard Jennewein tätig. Nach der Rückkehr des Landgrafen aus preußischen Militärdiensten im Jahr 1757 diente das Schloss als Residenz. Ende 1793 wurde das Schloss von Truppen der Französischen Revolution geplündert. Anfang des 19. Jahrhunderts wurde es abgerissen.

## Architektur
Das Bauwerk hatte vier Stockwerke zum unteren und zwei Stockwerke zum oberen Schlossplatz.